# (920) Rogeria
(920) Rogeria est un astéroïde évoluant dans la ceinture principale, découvert le 1er septembre 1919 par l'astronome allemand Karl Wilhelm Reinmuth depuis l'observatoire du Königstuhl.
Son nom est une référence au prénom féminin.